# Ekoflöjt
Ekoflöjt är en orgelstämma inom heltäckta stämmor och är 8´ eller 4´. Den tillhör kategorin labialstämmor och är svagt intonerad.